# Nat Su
Nathaniel „Nat“ Su (* 16. Juni 1963 in Bülach) ist ein Schweizer Jazz-Saxophonist (Alto).

## Leben und Wirken
Su ist der Sohn eines Pfarrers aus Kamerun und einer Schweizerin. Er besuchte die Hochschule für Musik und darstellende Kunst Graz und das Berklee College of Music in Boston. Su ist besonders von Lee Konitz beeinflusst. Seit 1987 ist Su als professioneller Jazzmusiker aktiv. Er spielte u. a. mit Franco Ambrosetti, Urs Voerkel, Irène Schweizer, Lee Konitz, Jürg Grau, Jack Walrath und tritt mit eigenem „Nat Su Trio“ (mit Marc Abrams und Dieter Ulrich) und „Nat Su Quartet“ (mit dem Bassisten Stephan Kurmann, dem Schlagzeuger Norbert Pfammatter und dem Pianisten Roberto Tarenzi) auf. Ausserdem leitet er das aus überwiegend US-amerikanischen Musikern bestehende  Quintett „The International Hashva Orchestra“ (mit dem Schlagzeuger Jorge Rossy, dem Pianisten Mike Kanan, dem Tenorsaxophonisten Mark Turner, dem Bassisten Joe Martin), mit dem er Aufnahmen bei TCB Records eingespielt hat („Palo Alto“ 1995, „All´s Well“ 1999). Mitte der 2000er Jahre hielt er sich länger in New York auf, um Privatstunden bei David Liebman zu nehmen. 2007 erschien bei TCB seine CD „Volatile“, auf der er mit seinem Quartett Eigenkompositionen spielt. Gemeinsam mit Jorge Rossy und Dominique Girod entstand das Album Three Trios (TCB 2024).
Su lehrt an der Hochschule Luzern - Musik Saxophon (Improvisation, Ensemblespiel) und Jazz-Harmonik und hat ein Buch über Jazz-Harmonik geschrieben. Er lebt in Zürich.
2020 wurde Su mit dem Schweizer Kulturpreis geehrt.